# Premis Oscar de 1985
Els Premis Oscar de 1985 (en anglès: 58th Academy Awards) foren presentats el dia 24 de març de 1986 en una cerimònia realitzada al Dorothy Chandler Pavilion de Los Angeles.
En aquesta edició actuaren de presentadors els actors Alan Alda, Jane Fonda i Robin Williams. Per Alda i Williams fou la primera vegada que presentaren la gala, sent la segona ocasió per Fonda.

## Curiositats
Les pel·lícules més nominades de la nit foren Out of Africa de Sydney Pollack i El color púrpura de Steven Spielberg amb onze nominacions. La primera d'elles fou la gran guanyadora de la nit amb set guardons, entre ells millor pel·lícula, director i guió adaptat; mentre que la segona fou la gran perdedora de la nit al no aconseguir cap guardó. Cal destacar que aquesta última no rebé nominació al seu director, i que es manté com a pel·lícula més nominada sense rebre cap guardó, un fet que manté amb The Turning Point de Herbert Ross.
John Huston aconseguí als seus 79 anys una nominació a millor director per L'honor dels Prizzi, esdevenint el director de més edat nominat en aquesta categoria. Així mateix la victòria de la seva filla Anjelica com a millor actriu secundària convertí la família Huston en la primera en aconseguí que tres generacions aconseguiren sengles Oscars.
Per primera vegada a la història els deu candidats a interpretació principal, masculina i femenina, foren nascuts als Estats Units.

## Premis
A continuació es mostren les pel·lícules que varen guanyar i que estigueren nominats a l'Oscar l'any 1985:
| Millor pel·lícula | Millor direcció |
| --- | --- |
| - Out of Africa (Sydney Pollack per a Mirage Enterprises i Universal Pictures) - El color púrpura (Steven Spielberg, Kathleen Kennedy, Frank Marshall i Quincy Jones per a Amblin Entertainment i Warner Bros. Pictures) - O Beijo da Mulher Aranha (David Weissman per a Embrafilme) - L'honor dels Prizzi (John Foreman per a American Broadcasting Company i 20th Century Fox) - L'únic testimoni (Edward S. Feldman per a Edward S. Feldman Productions) | - Sydney Pollack per Out of Africa - Hector Babenco per O Beijo da Mulher Aranha - John Huston per L'honor dels Prizzi - Akira Kurosawa per Ran - Peter Weir per L'únic testimoni |
| Millor actor | Millor actriu |
| - William Hurt per O Beijo da Mulher Aranha com a Luis Molina - Harrison Ford per L'únic testimoni com a Detectiu John Book - James Garner per Murphy's Romance com a Murphy Jones - Jack Nicholson per L'honor dels Prizzi com a Charley Partanna - Jon Voight per El tren de l'infern com a Oscar "Manny" Manheim | - Geraldine Page per The Trip to Bountiful com a Carrie Watts - Anne Bancroft per Agnès de Déu com a Miriam Ruth - Whoopi Goldberg per El color púrpura com a Celie Harris Johnson - Jessica Lange per Dolços somnis com a Patsy Cline - Meryl Streep per Out of Africa com a Karen Blixen |
| Millor actor secundari | Millor actriu secundària |
| - Don Ameche per Cocoon com a Arthur Selwyn - Klaus Maria Brandauer per Out of Africa com a Baró Bror von Blixen-Finecke - William Hickey per L'honor dels Prizzi com a Don Corrado Prizzi - Robert Loggia per Al límit de la sospita com a Sam Ransom - Eric Roberts per El tren de l'infern com a Buck | - Anjelica Huston per L'honor dels Prizzi com a Maerose Prizzi - Margaret Avery per El color púrpura com a Shug Avery - Amy Madigan per Twice in a Lifetime com a Sunny Sobel - Meg Tilly per Agnès de Déu com a Sister Agnes - Oprah Winfrey per El color púrpura com a Sofia Johnson |
| Millor guió original | Millor guió adaptat |
| - William Kelley (guió i història), Earl W. Wallace (guió i història) i Pamela Wallace (història) per L'únic testimoni - Robert Zemeckis i Bob Gale per Back to the Future - Terry Gilliam, Tom Stoppard i Charles McKeown per Brazil - Luis Puenzo i Aída Bortnik per La historia oficial - Woody Allen per La rosa porpra del Caire | - Kurt Luedtke per Out of Africa (sobre hist. d'Isak Dinesen, d'Errol Trzebinski i Judith Thurman) - Menno Meyjes per El color púrpura (sobre hist. d'Alice Walker) - Leonard Schrader per O Beijo da Mulher Aranha (sobre hist. de Manuel Puig) - Richard Condon i Janet Roach per L'honor dels Prizzi (sobre hist. de Richard Condon) - Horton Foote per The Trip to Bountiful (sobre guió televisiu propi)                                                                           |
| Millor pel·lícula de parla no anglesa | |
| - La historia oficial de Luis Puenzo (Argentina) - Bittere Ernte d'Agnieszka Holland (Alemanya Occidental) - Oberst Redl d'István Szabó (Hongria) - El pare en viatge de negocis d'Emir Kusturica (RFS Iugoslàvia) - Trois hommes et un couffin de Coline Serreau (França) | |
| Millor banda sonora | Millor cançó original |
| - John Barry per Out of Africa - Georges Delerue per Agnès de Déu - Quincy Jones, Jeremy Lubbock, Rod Temperton, Caiphus Semenya, Andrae Crouch, Chris Boardman, Jorge Calandrelli, Joel Rosenbaum, Fred Steiner, Jack Hayes, Jerry Hey i Randy Kerber per El color púrpura - Bruce Broughton per Silverado - Maurice Jarre per L'únic testimoni | - Lionel Richie (música i lletra) per White Nights ("Say You, Say Me") - Quincy Jones i Rod Temperton (música i lletra); Lionel Richie (lletra) per El color púrpura ("Miss Celie's Blues (Sister)") - Chris Hayes i Johnny Colla (música i lletra); Huey Lewis (lletra) per Back to the Future ("The Power of Love") - Stephen Bishop (música i lletra) per White Nights ("Separate Lives") - Marvin Hamlisch (música); Edward Kleban (lletra) per A Chorus Line ("Surprise Surprise") |
| Millor fotografia | Millor maquillatge |
| - David Watkin per Out of Africa - Allen Daviau per El color púrpura - William A. Fraker per Murphy's Romance - Takao Saito, Masaharu Ueda i Asakazu Nakai per Ran - John Seale per L'únic testimoni | - Michael Westmore i Zoltan Elek per Màscara - Ken Chase per El color púrpura - Carl Fullerton per Remo Williams: The Adventure Begins |
| Millor direcció artística | Millor vestuari |
| - Stephen Grimes; Josie MacAvin per Out of Africa - Norman Garwood; Maggie Gray per Brazil - J. Michael Riva i Bo Welch; Linda DeScenna per El color púrpura - Yoshirō Muraki i Shinobu Muraki per Ran - Stan Jolley; John H. Anderson per L'únic testimoni | - Emi Wada per Ran - Aggie Guerard Rodgers per El color púrpura - Donfeld per L'honor dels Prizzi - Albert Wolsky per The Journey of Natty Gann - Milena Canonero per Out of Africa |
| Millor muntatge | Millor so |
| - Thom Noble per L'únic testimoni - John Bloom per A Chorus Line - Rudi Fehr i Kaja Fehr per L'honor dels Prizzi - Fredric Steinkamp, William Steinkamp, Pembroke Herring i Sheldon Kahn per Out of Africa - Henry Richardson per El tren de l'infern | - Chris Jenkins, Gary Alexander, Larry Stensvold i Peter Handford per Out of Africa - Bill Varney, B. Tennyson Sebastian II, Robert Thirlwell i William B. Kaplan per Back to the Future - Donald O. Mitchell, Michael Minkler, Gerry Humphreys i Christopher Newman per A Chorus Line - Les Fresholtz, Dick Alexander, Vern Poore i Bud Alper per Lady Falcó - Donald O. Mitchell, Rick Kline, Kevin O'Connell and David M. Ronne per Silverado                                        |
| Millors efectes visuals | Millors efectes sonors |
| - Ken Ralston, Ralph McQuarrie, Scott Farrar i David Berry per Cocoon - Will Vinton, Ian Wingrove, Zoran Perisic i Michael Lloyd per Return to Oz - Dennis Muren, Kit West, John Ellis i David W. Allen per Young Sherlock Holmes | - Charles L. Campbell i Robert Rutledge per Back to the Future - Bob G. Henderson i Alan Murray per Lady Falcó - Frederick Brown per Rambo: First Blood Part II |
| Millor documental | Millor curtmetratge documental |
| - Broken Rainbow de Maria Florio i Victoria Mudd - Las Madres de la Plaza de Mayo de Susana Muñoz i Lourdes Portillo - Soldiers in Hiding de Japhet Asher - The Statue of Liberty de Ken Burns i Buddy Squires - Unfinished Business de Steven Okazaki | - Witness to War: Dr. Charlie Clements de David Goodman - The Courage to Care de Robert H. Gardner - Keats and His Nightingale: A Blind Date de Michael Crowley i James Wolpaw - Making Overtures: The Story of a Community Orchestra de Barbara Willis Sweete - The Wizard of the Strings de Alan Edelstein |
| Millor curtmetratge | Millor curtmetratge d'animació |
| - Molly's Pilgrim de Jeffrey D. Brown i Chris Pelzer - Graffiti de Dianna Costello - Rainbow War de Bob Rogers | - Anna & Bella de Cilia Van Dijk - The Big Snit de Richard Condie i Michael J. F. Scott - Second Class Mail d'Alison Snowden |

## Premi Honorífic

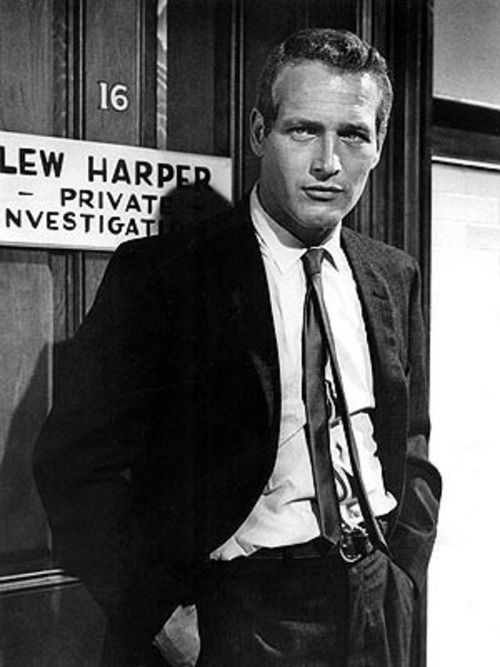
Paul Newman l'any 1966.

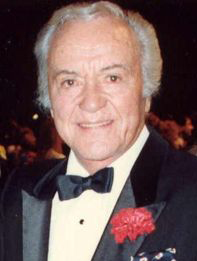
"Buddy" Rogers l'any 1988.

- Paul Newman - en reconeixement de les seves nombroses i memorables actuacions i per la seva integritat personal i dedicació al seu ofici. [estatueta]
- Alex North - en reconeixement del seu brillant art en la creació de música memorable per distingir una sèrie de pel·lícules. [estatueta].

## Premi Humanitari Jean Hersholt
- Charles "Buddy" Rogers

## Presentadors
| Nom                                               |                                       |
| ------------------------------------------------- | ------------------------------------- |
| Hank Simms                                        | Anunciador dels premis                |
| Richard Dreyfuss Marsha Mason                     | Millor actriu secundària              |
| Molly Ringwald                                    | Millors efectes visuals               |
| Jim Henson Kermit the Frog Scooter                | Millor curtmetratge d'animació        |
| Audrey Hepburn                                    | Millor vestuari                       |
| Louis Gossett, Jr.                                | Millor documental                     |
| Irene Cara                                        | Millor so                             |
| Teri Garr                                         | Millor maquillatge                    |
| Cher                                              | Millor actor secundari                |
| Bob Hope                                          | Premi Humanitari Jean Hersholt        |
| Ally Sheedy Steve Guttenberg                      | Millor curtmettatge documental        |
| Rebecca De Mornay Michael J. Fox                  | Millor direcció artística             |
| Sally Field                                       | Premi Honorífic a Paul Newman         |
| Michael Winslow                                   | Millors efectes de so                 |
| Quincy Jones                                      | Premi Honorífic a Alex North          |
| Jim MacGeorge Chuck McCann (com a Laurel i Hardy) | Millor curtmetratge                   |
| F. Murray Abraham                                 | Millor actriu                         |
| Jon Cryer                                         | Millor fotografia                     |
| Norma Aleandro Jack Valenti                       | Millor pel·lícula de parla no anglesa |
| Whoopi Goldberg                                   | Millor muntatge                       |
| Gene Kelly Donald O'Connor Debbie Reynolds        | Millor música original i cançó        |
| Larry Gelbart                                     | Millor guió original i adaptat        |
| Barbra Streisand                                  | Millor direcció                       |
| Sally Field                                       | Millor actor                          |
| John Huston Akira Kurosawa Billy Wilder           | Millor pel·lícula                     |

### Actuacions
| Nom | Paper                        | Peça |
| --- | ---------------------------- | --- |
| Lionel Newman | Arranjador musical Conductor | Orquestra |
| Teri Garr | Interpreta                   | "Flying Down to Rio" en l'obertura de la gala Arranjament de David Shire Lletra addicional de Sammy Cahn                 |
| Irene Cara | Interpreta                   | "Here's to the Losers" Música de Barry Mann Lletra de Cynthia Weil                                                       |
| Gregg Burge | Interpreta                   | "Surprise, Surprise" de A Chorus Line                                                                                    |
| Tata Vega | Interpreta                   | "Miss Celie's Blues (Sister)" de El color púrpura                                                                        |
| Stephen Bishop Marilyn Martin | Interpreten                  | "Separate Lives" de White Nights                                                                                         |
| Huey Lewis and the News | Interpreta                   | "The Power of Love" de Back to the Future                                                                                |
| Lionel Richie | Interpreta                   | "Say You, Say Me" de White Nights                                                                                        |
| June Allyson Leslie Caron Marge Champion Cyd Charisse Kathryn Grayson Howard Keel Ann Miller Jane Powell Debbie Reynolds Esther Williams | Interpreten                  | "Once a Star, Always a Star" durant el tribut als musicals de la MGM Música de David Shire Lletra de Richard Maltby, Jr. |
| Barbra Streisand | Interpreta                   | "Putting It Together" de Sunday in the Park with George durant la presentació al premi a millor direcció                 |
| Orquestra de l'Acadèmia | Interpreta                   | "Oh, Lady Be Good!" (orquestral) en la cloenda                                                                           |

## Múltiples nominacions i premis
| Premis | Pel·lícula               |
| ------ | ------------------------ |
| 11     | El color púrpura         |
| 11     | Out of Africa            |
| 8      | L'honor dels Prizzi      |
| 8      | L'únic testimoni         |
| 4      | Back to the Future       |
| 4      | O Beijo da Mulher Aranha |
| 4      | Ran                      |
| 3      | Agnès de Déu             |
| 3      | A Chorus Line            |
| 3      | El tren de l'infern      |
| 2      | Brazil                   |
| 2      | Cocoon                   |
| 2      | Lady Falcó               |
| 2      | La història oficial      |
| 2      | Murphy's Romance         |
| 2      | Silverado                |
| 2      | The Trip to Bountiful    |
| 2      | White Nights             |

| Premis | Pel·lícula       |
| ------ | ---------------- |
| 7      | Out of Africa    |
| 2      | Cocoon           |
| 2      | L'únic testimoni |